# Volken (gmina)
Volken (gzu. Volke) – miejscowość i gmina (Politische Gemeinde) w północnej Szwajcarii, w kantonie Zurych, w okręgu (Bezirk) Andelfingen. 

## Demografia
W Volken mieszka 381 osób. W 2021 roku 8,1% populacji gminy stanowiły osoby urodzone poza Szwajcarią.